# Corea del Sur en los Juegos Paralímpicos de París 2024
Corea del Sur estuvo representada en los Juegos Paralímpicos de París 2024 por un total de 83 deportistas, 46 hombres y 37 mujeres.

## Medallistas
El equipo paralímpico surcoreano obtuvo las siguientes medallas:
| Nombre                       | Deporte                    | Evento                                      |
| ---------------------------- | -------------------------- | ------------------------------------------- |
| Oro                          |                            |                                             |
| Jeong Ho-Won                 | Bochas                     | Individual BC3 masculino                    |
| Kim Young-Gun                | Tenis de mesa              | Individual MS4 masculino                    |
| Kim Gi-Tae                   | Tenis de mesa              | Individual MS11 masculino                   |
| Park Jin-Ho                  | Tiro                       | Rifle de aire de pie 10 m SH1 masculino     |
| Park Jin-Ho                  | Tiro                       | Rifle en tres posiciones 50 m SH1 masculino |
| Jo Jeong-Du                  | Tiro                       | Pistola de aire 10 m SH1 masculino          |
| Plata                        |                            |                                             |
| Choi Jung-Man                | Bádminton                  | Individual WH1 masculino                    |
| Jeong Jae-Gun Yu Soo-Young   | Bádminton                  | Dobles WH1-WH2 masculino                    |
| Jeong So-Yeong               | Bochas                     | Individual BC2 femenino                     |
| Jung Sung-Joon               | Bochas                     | Individual BC1 masculino                    |
| Kang Sun-Hee Jeong Ho-Won    | Bochas                     | Dobles BC3 mixto                            |
| Kwon Hyo-Kyeong              | Esgrima en silla de ruedas | Espada individual A femenino                |
| Yoon Ji-Yu                   | Tenis de mesa              | Individual WS3 femenino                     |
| Yoon Ji-Yu Seo Su-Yeon       | Tenis de mesa              | Dobles WD5 femenino                         |
| Jang Yeong-Jin Park Sung-Joo | Tenis de mesa              | Dobles MD4 masculino                        |
| Lee Yun-Ri                   | Tiro                       | Rifle de aire de pie 10 m SH1 femenino      |
| Bronce                       |                            |                                             |
| Kim Jung-Jun                 | Bádminton                  | Individual WH2 masculino                    |
| Kang Sun-Hee                 | Bochas                     | Individual BC3 femenino                     |
| Joo Jeong-Hun                | Taekwondo                  | –80 kg masculino                            |
| Seo Su-Yeon                  | Tenis de mesa              | Individual WS1-2 femenino                   |
| Moon Sung-Hye                | Tenis de mesa              | Individual WS5 femenino                     |
| Jung Young-A                 | Tenis de mesa              | Individual WS5 femenino                     |
| Jung Young-A Moon Sung-Hye   | Tenis de mesa              | Dobles WD10 femenino                        |
| Lee Mi-Gyu Kang Oe-Jeong     | Tenis de mesa              | Dobles WD10 femenino                        |
| Cha Soo-Yong                 | Tenis de mesa              | Individual MS2 masculino                    |
| Jang Yeong-Jin               | Tenis de mesa              | Individual MS3 masculino                    |
| Kim Jung-Gil                 | Tenis de mesa              | Individual MS4 masculino                    |
| Cha Soo-Yong Park Jin-Cheol  | Tenis de mesa              | Dobles MD4 masculino                        |
| Kim Jung-Nam                 | Tiro                       | Pistola 25 m SH1 mixto                      |
| Seo Hun-Tae                  | Tiro                       | Rifle de aire de pie 10 m SH2 mixto         |